# Cabeça
Cabeça (in früheren Zeiten auch São Romão de Cabeça) ist eine Ortschaft und ehemalige Gemeinde in Portugal.
Das Schieferdorf im Serra-da-Estrela-Gebirge ist in Portugal als Aldeia Natal bekannt, als Weihnachtsdorf. Zudem wurde es 2011 zur ersten Aldeia LED in Portugal, dem ersten Dorf, das seine Beleuchtung vollständig auf umweltfreundliche LED-Beleuchtung umstellte.

## Geschichte
Während der mittelalterlichen Reconquista war das auf einem Felskopf gelegene Dorf Cabeça Sitz eines Ablegers der „Ritter vom Goldenen Sporn“ (port.: Cavaleiros da Espora Dourada).
Am 13. Januar 1800 wurde es eigene Gemeinde, durch Ausgliederung aus der Gemeinde Loriga.
Im Zuge der Gebietsreform in Portugal 2013 wurde die Gemeinde Cabeça aufgelöst und mit Vide zusammengeschlossen.

## Verwaltung
Cabeça war eine Gemeinde (Freguesia) im Kreis (Concelho) von Seia, im Distrikt Guarda. Am 30. Juni 2011 hatte die Gemeinde 181 Einwohner auf einem Gebiet von 8,5 km².
Die Gemeinde bestand nur aus der Ortschaft Cabeça.
Im Zuge der Administrative Neuordnung in Portugal wurde die Gemeinde zum 29. September 2013 aufgelöst und mit Vide zur neuen Gemeinde União das Freguesias de Vide e Cabeça zusammengeschlossen. Sitz der neuen Gemeinde wurde Vide. Die ehemalige Gemeindeverwaltung in Cabeça blieb als Bürgerbüro bestehen.

## Cabeça und sein WeihnachtsdorfAldeia Natal
Seit 2013 zieht Cabeça als offizielle Aldeia Natal (port. für Weihnachtsdorf) alljährlich von Ende November bis Neujahr (1. Januar), anfangs bis zum Dreikönigstag (6. Januar) Besucher an. Dabei verwandelt sich das Dorf durch natürlichen Weihnachtsschmuck und durch Stände mit regionalen Produkten, lokaler Gastronomie und regionalem Kunsthandwerk zum Weihnachtsmarkt. Das Dorf hat sich dabei den Prinzipien der Nachhaltigkeit, Regionalität und Tradition verpflichtet. So wird beispielsweise der Weihnachtsschmuck nur aus Überresten aus lokalem Baumschnitt, lokaler Landwirtschaft und umweltfreundlichen LED-Leuchtmitteln hergestellt, und die Besucher in Aktivitäten eingebunden.
Das Dorf legt den Fokus auf Natur und regionale Traditionen und Spezialitäten und pflegt dabei eine eher besinnliche Weihnachtszeit. So gibt es in der Aldeia Natal keinen Weihnachtsmann oder ähnliche stereotype internationale Weihnachtssymbole.

## Söhne und Töchter der Gemeinde
- António de Almeida Santos (1926–2016), Jurist und Politiker, mehrmaliger Minister und Parlamentspräsident